# Island Girl
«Island Girl» es una canción interpretada por el músico británico Elton John, la cual se posicionó como el #1 por tres semanas en el Billboard Hot 100 en los Estados Unidos, y el puesto #14 en el Reino Unido en 1975. Fue publicado como el sencillo principal del álbum Rock of the Westies. La canción fue compuesta por John y su colaborador Bernie Taupin.

## Letra
Las letra de la canción es acerca de una prostituta jamaiquina en Nueva York y un hombre jamaiquino que la quiere tomar de vuelta a Jamaica.

## Música

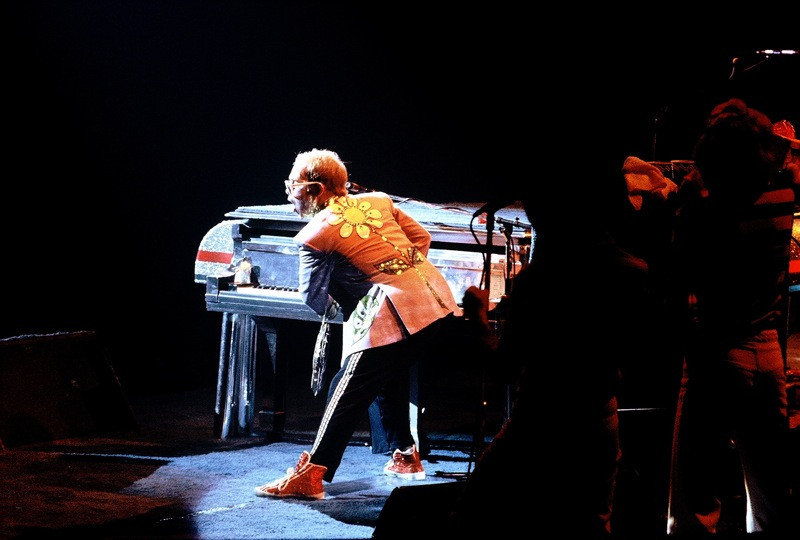
Elton John tocando un piano durante una presentación en vivo de 1975.

Musicalmente, es una atmosférica canción en la que cuenta con un piano de estilo góspel que puede ser escuchado detrás de la introducción realizada por una guitarra slide. También se pueden escuchar instrumentos como marimbas, un pesado bajo eléctrico y un tembloroso sintetizador ejecutado por James Newton Howard.
El lado B de la canción «Sugar on the Floor» fue compuesto por Kiki Dee, amiga de Elton John y con quien haría duetos musicales en varias ocasiones, como el éxito de 1976 «Don't Go Breaking My Heart».

## Lista de canciones
1. «Island Girl» – 3:42
2. «Sugar on the Floor» – 4:32

## Créditos
Créditos adaptados desde las notas del álbum.
- Elton John – voz principal y coros, piano (acreditado como Ann Orson)
- Ray Cooper – conga, pandereta, marimba
- James Newton Howard – sintetizador ARP
- Davey Johnstone – guitarras, banyo, coros
- Kenny Passarelli – bajo eléctrico, coros
- Roger Pope – batería
- Caleb Quaye – guitarra acústica, coros

## Posicionamiento
| Gráficas (1975–76)                            | Pico de posición |
| --------------------------------------------- | ---------------- |
| Australia (Kent Music Report)                 | 12               |
| Canadá (RPM Top Singles)                      | 4                |
| Nueva Zelanda (RIANZ)                         | 4                |
| Reino Unido (UK Singles Chart)                | 14               |
| Estados Unidos (Billboard Hot 100)            | 1                |
| Estados Unidos (Billboard Adult Contemporary) | 27               |
| Estados Unidos (Cash Box Top 100)             | 1                |

## Certificaciones y ventas
| País                  | Certificación | Ventas     |
| --------------------- | ------------- | ---------- |
| Canadá (Music Canada) | Oro 2×        | 150,000^   |
| Estados Unidos (RIAA) | Platino       | 1,000,000^ |